# DeltaWing

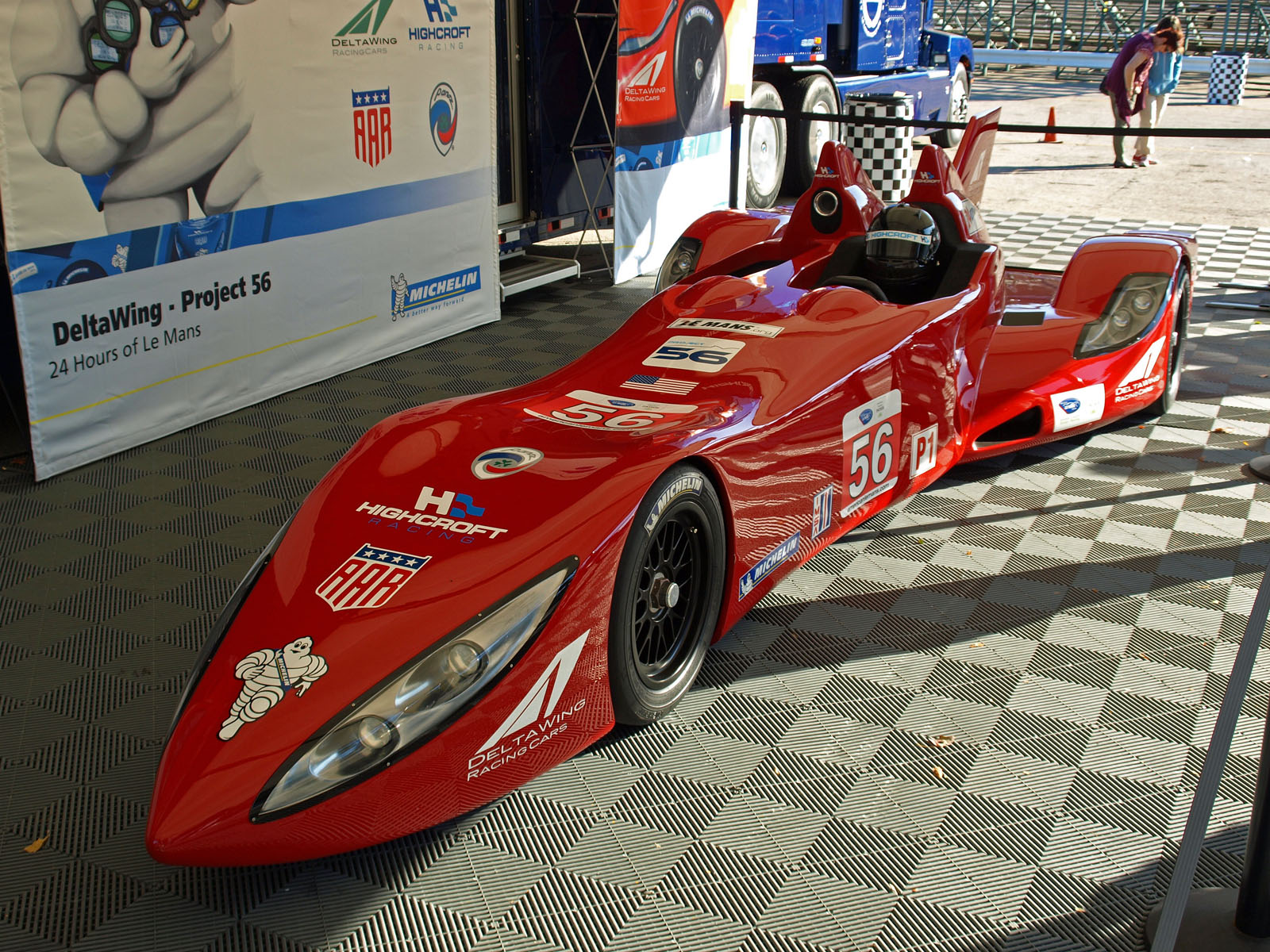
PLM 2011 DeltaWing

DeltaWing Nissan — гоночный болид, разработанный дизайнером Беном Боулби и американским предпринимателем Доном Панозом. Также в группу разработчиков входили американское содружество бывших пилотов Формулы 1 Дэна Герни и владелец гоночной команды Хайкрофт Рейсинг Дункан Дайсон.

## История
История DeltaWing начинает свой отчет с 2009 года, когда Бен Боулби приступил к реализации дизайна болида для автогонок в классе IRL IndyCar.
В феврале 2010 года, при финансовой поддержке Chip Ganassi Racing with Felix Sabates новый болид с ультрасовременным дизайном был представлен публике на Chikago Auto Show.
Дальнейшие разработки DeltaWing попали под угрозу, после того как в июле 2010 года IndyCar Series предпочла Dallara в качестве разработчика нового шасси.
После того, как самая знаменитая серия гонок с открытыми колесами в США, отказалась от DeltaWing, руку помощи протянул американский предприниматель в области автоспорта Дон Паноз. В это время пришла новость из-за океана. Западный автоспортивный клуб Франции предложил место машине DeltaWing для участия в 24 часа Ле-Мана от «гаража 56». Это специальное место на питлейне, на которое раз в год попадают экспериментальные проекты. Болид получил номер «0».
Первые тесты болида DeltaWing прошли 1 марта 2012 года на трассе Buttonwillow Park Raceway.

## 24 часа Ле-Мана 2012
Хоть автомобиль DeltaWing и выступал вне зачета, он на квалификации показал 29 результат (3:42.612). Это время позволяло соперничать с прототипами Ле-Мана серии LMP2.
В команду пилотов DeltaWing входило три человека: Марино Франкитти, Михаэль Крумм и Сатоси Мотояма.
До 75 круга уникальный гоночный автомобиль, окрашенный в черный цвет, отлично смотрелся на трассе. Однако, прототип Toyota TS030 Hybrid из более быстрого класса LMP1, которым управлял Кадзуки Накадзима, при попытке обгона на круг вынес DeltaWing с трассы и автомобиль оказался в бетонной стене.

## Технические характеристики
Уникальный дизайн DeltaWing был создан не в угоду красоте. Почти трёхкратный перепад между шириной оси задних колёс (1,7 метра) и передних (0,6 метра), позволил создать болид с оптимальной аэродинамикой (Cx=0,24). Его длина составляет 4,65 метра. Название DeltaWing («треугольное крыло») подразумевает копирование технологии самолётостроения. Если можно в воздухе, почему нельзя на земле?
DeltaWing для гонок 24 часа Ле-Мана комплектовался 1,6-литровым 4-цилиндровым турбомотором DIG-T компании Nissan, весом 70 кг и мощностью 300 л. с. Хоть мощность двигателя уступала остальным участникам лемановского марафона почти в половину, DeltaWing мог развивать достаточно высокие скорости в гоночном режиме. Автомобиль Nissan DeltaWing имел максимальную скорость 315 км/час. С места до 100 км/ч он разгонялся за 3,3 секунды.
Своим участием в Ле Мане болид DeltaWing продемонстрировал большое значение аэродинамики в современном автоспорте.